# Earth (seria)
| Gra                                     | GameRankings           | Metacritic             |
| --------------------------------------- | ---------------------- | ---------------------- |
| Earth 2140                              | 57,33% (z 3 recenzji)  | –                      |
| Earth 2150: Escape from the Blue Planet | 79.48% (z 28 recenzji) | 78/100 (z 22 recenzji) |
| Earth 2150: The Moon Project            | 75,68% (z 17 recenzji) | 75/100 (z 13 recenzji) |
| Earth 2150: Lost Souls                  | 72,08% (z 13 recenzji) | 67/100 (z 11 recenzji) |
| Earth 2160                              | 72,69% (z 36 recenzji) | 73/100 (z 31 recenzji) |

Earth – seria strategicznych gier czasu rzeczywistego wyprodukowanych przez TopWare Programy i Reality Pump.

## SeriaEarth
- Earth 2140 – 15 czerwca 1998
- Earth 2150: Escape from the Blue Planet – 13 czerwca 2000
- Earth 2150: The Moon Project – 29 października 2000
- Earth 2150: Lost Souls – 7 stycznia 2002
- Earth 2160 – 3 czerwca 2005
- Earth III: Conquest of the Red Planet – prace wstrzymane